# Willi Rickmer Rickmers
Wilhelm Gustav Rickmer Rickmers (* 1. Mai 1873 in Lehe, heute ein Stadtteil von Bremerhaven; † 15. Juni 1965 in München) war ein deutscher Bergsteiger, Skipionier, Forschungsreisender und Sammler.

## Biografie

### Jugend und Ausbildung
Sein Vater Wilhelm war Kaufmann und dessen Vater, Rickmer Clasen Rickmers, Gründer der bekannten Rickmers Reederei. Der Teilnehmer des gescheiterten Hitler-Putsches von 1923 Johann Rickmers (1881–1923) war sein Bruder. Er erblickte in der von seinem Vater erbauten Villa Nizza in Bremerhaven das Licht der Welt. Rickmers besuchte die Handelsschule in Bremen und absolvierte 1891–1893 eine Lehre im Familienunternehmen. 1893 studierte Rickmers an der Hochschule in Wien Tier- und Pflanzenkunde sowie Geologie und wurde Mitglied der dortigen Akademischen Sektion des Deutschen und Österreichischen Alpenvereins. 1894 erstieg er mit seinem Führer Posharski den Ararat (Armenisches Hochland).

### Forschungsreisen
Seine erste Bekanntschaft mit Turkestan machte er auf seinen Reisen nach Samarkand und Buchara 1894 und 1895. Auf seiner dritten und vierten Reise 1896 und 1898 reiste er tiefer in die Berge östlich von Buchara und über Duschanbe, Baldschuan und Khovaling erreichte er das obere Jachsu-Tal in Tadschikistan. Hier begann er Gold abzubauen, bis es ein Edikt des Zaren Ausländern verbot, nach Gold zu schürfen. Eine weitere wichtige Expedition war die erste Reise in den Kaukasus 1903. Es wurden viele Gipfel erstiegen, unter anderem der Südgipfel des Uschba (4698 m) am 26. Juli 1903 von Adolf Schulze, Robert Helbling, Federico Reichert, Anton Weber und Oscar Schuster. Bemerkenswerte Teilnehmerin dieser Expedition war Cenzi von Ficker (verh. Sild), eine der Pionierinnen des alpinen „Frauen-Bergsports“. Gemeinsam mit Willi Rickmers, ihrem Bruder und Adolf Schulze war sie am ersten Versuch der Erstersteigung des 4737 m hohen Uschba-Südgipfels beteiligt, der damals als schwerster Berg der Welt galt. Nachdem Adolf Schulze im Vorstieg schwer gestürzt war, wobei sich ihr Bruder als dessen Sicherungspartner erheblich verletzte, barg sie gemeinsam mit Willi Rickmers und einem Träger die beiden Verletzten, sicherte den Abstieg und pflegte sie im Hochlager. Beim zweiten und erfolgreichen Versuch Schulzes nur wenige Tage später war sie allerdings nicht dabei. In Anerkennung ihrer Leistung am Berg wurde ihr vom lokalen Fürsten Dadeschkeliani von Swanetien der Berg Ushba zum persönlichen Besitz übereignet. Die diesbezügliche Schenkungsurkunde mit Unterschrift und Siegel wird im Museum des Alpenvereins in München verwahrt. Im Zusammenhang mit dieser Expedition wurde Willi R. Rickmers Mitglied des Akademischen Alpen-Clubs Zürich.
Seine Reise von 1906 zusammen mit seiner britischen Frau Mabel (geborene Duff), einer Bergsteigerin und ausgebildeten Orientalistin, brachte ihn tief in das Fan-Gebirge und weiter zum Serafschan-Gletscher, von dem er bedeutende Beiträge zur Gletscherforschung lieferte. Die Reise führte ihn auch nach Kala-i Khumb, ganz nahe an sein lange gehegtes Ziel, den Pamir.
1908 arbeitete er im österreichischen Arbeitsministerium im Bereich Fremdenverkehr. 1909 wurde er beauftragt, die Länder Tirol und Vorarlberg zwecks Wintersporterschließung zu bereisen. In Kühtai wurde Rickmers fündig und legte so den Grundstein dafür, dass der Ort in Tirol heute vom Tourismus lebt. Vielleicht kamen ihm dabei ältere Erfolge zugute: Am 15. Dezember 1902 gründete Franz Reisch mit ein paar Skikameraden die Vereinigung für den Wintersport. Dies war die Geburtsstunde des Skiklub Kitzbühel. Noch im gleichen Jahr folgte Willi Rickmer Rickmers dem Ruf von Reisch nach Kitzbühel. Es gelang ihm, die englische Skikolonie zu vergrößern, und er bildete bis 1909 über 1.000 Personen im Skilauf aus. 1908 wurde er Ehrenmitglied des Kitzbüheler Ski Club (K.S.C.).
1913 leitete er die erste Pamir-Expedition des Deutschen und Österreichischen Alpenvereins mit der Aufgabe, die Berge und Pässe der südlichen Hänge des Garm-Tales, das Khingob-Tal und den Garmo-Gletscher zu erkunden ebenso wie die Bergpässe, die nach Vanch und Muksu führten. Auf dieser Expedition machte er die erste Aufnahme des Pik Ismoil Somoni. Die Expedition führte in den Bergen Ost-Bucharas erste genaue Vermessungen mittels Photogrammetrie eines Teiles des NW-Pamir durch. Neben einer Übersichtskarte mit Höhenlinien entstand auch eine Karte der Hochebene von Tuptschek. 1914 berichtete er in der Zeitschrift des Deutschen und Österreichischen Alpenvereins ausführlich über diese Expedition; Raimund von Klebelsberg erläuterte sie vom geologischen Standpunkt aus.
Der Gipfel, den Willi R. Rickmers fotografierte, wurde von ihm als Garmo-Gipfel angesehen. Jedoch zeigte ihn die Karte, die 1914 von Raimund von Klebelsberg (einem weiteren Mitglied der Expedition) erstellt wurde, als Sandal. Der Sandal ist wirklich der höchste Gipfel, den man von Ters Agar aus sieht, und man sah die beiden als identisch an. Bis 1928 wurde der Pik Lenin für den höchsten Berg im sowjetischen Teil des Pamir gehalten. Der Irrtum wurde 1932 von einer sowjetischen Expedition aufgedeckt, die auch die wirklichen Positionen und Höhen bestimmte. Der höhere Gipfel wurde in Pik Stalin umbenannt. 1962 wurde er zum Pik Kommunismus und erhielt 1998 den Namen Pik Ismoil Somoni. Er wurde 1933 zum ersten Mal von Jewgeni Abalakow bestiegen.
Rickmers nahm am Ersten Weltkrieg teil und ließ sich 1918 in München nieder. Hier beschäftigte er sich als Übersetzer englischsprachiger Bergbücher und Expeditionsberichte.
Die Notgemeinschaft der deutschen Wissenschaft in Berlin und die Russische Akademie der Wissenschaften in Leningrad mit Unterstützung der Deutschen und Österreichischen Alpenvereine förderten 1928 die Deutsch-Sowjetische Alai-Pamir-Expedition unter gemeinsamer Leitung von Willi R. Rickmers und Nikolai Petrowitsch Gorbunow – einer ungewöhnlichen Zusammenarbeit in jener Zeit. Die Aufgaben teilten Deutsche und Russen untereinander auf. Letztere übernahmen die Mineralogie, Petrographie sowie die strategisch wichtigen geodätisch-astronomischen Arbeiten. Den Deutschen blieben Geologie, Vermessung und Kartierung, Glaziologie und Sprachenforschung. Die Hauptaufgabe der Expedition war die Erforschung und Kartographie des unerforschten Zentrums des Pamirgebietes, damals bekannt als Sel Tau. Es gelang ihnen, erstmals die Länge des Fedtschenko-Gletschers zu bestimmen und damit zu bestätigen, dass er der längste Berg-Gletscher der Welt war.
Anfang Juni 1928 traf er in Taschkent ein. Die Expedition, die aus dem Alai-Tal bis zum höchsten Gipfel Russlands, dem 7134 m hohen Pik Lenin, früher Pik Kaufmann genannt, vordrang, kehrte im Dezember 1928 zurück. Den drei deutschen Bergsteigern Karl Wien, Eugen Allwein und Erwin Schneider gelang die Erstbesteigung des Pik Lenin. Mit 7132 m war er damals der höchste Gipfel der Erde, der von Menschen erstiegen wurde. Heute existieren 16 Routen auf den Gipfel, neun über die Südseite und sieben über die Nordseite.
Rickmers ließ über diese gemeinsame wissenschaftliche Arbeit deutscher und russischer Gelehrter im Januar 1930 bei F. A. Brockhaus in Leipzig ein Buch erscheinen, betitelt Alai! Alai!. Die wissenschaftlichen Ergebnisse der Alai-Pamir-Expedition veröffentlichte er in 7 Bänden.
Als 1921 Juden aus den Alpenvereinen ausgeschlossen wurden, leistete er erbitterten Widerstand.
Um die Einführung und Verbreitung des Skilaufs in den Alpenländern erwarb sich Willi Rickmer Rickmers große Verdienste. Seine Sammlung von Buchara-Teppichen überließ er dem Berliner Museum für Völkerkunde. Seine alpine Privatbibliothek mit mehr als 5000 überwiegend wertvollen Bänden bot er 1901 dem Central-Ausschuß des Deutschen und Oesterreichischen Alpenvereins (DuOeAV) als Grundstock für eine noch zu gründende Bibliothek mit Sitz in München an.
1930 veröffentlichte er seine Autobiografie Querschnitt durch mich.
Er lebte seit 1930 in München.
1936 erschien das von Rickmers übersetzte Buch The Playground of Europe des britischen Bergsteigers Leslie Stephen. Bei der Übersetzung baute Rickmers eine Reihe von Geschlechtermetaphern ein, die im Original so nicht enthalten waren.
Im Verlauf des Zweiten Weltkriegs arbeitete Rickmers mit dem Sven-Hedin-Institut für Innerasienforschung zusammen. Das Institut war faktisch eine Außenstelle der Forschungsgemeinschaft Deutsches Ahnenerbe der SS.

### Ehrungen
- 1930 wurde ihm in Würdigung seiner Verdienste um die Erforschung der Hochgebirge in Zentralasien die Ehrendoktorwürde der Alpenuniversität Innsbruck verliehen.
- 1935 wurde ihm die Patron’s Medal von der Royal Geographical Society in London überreicht.
- Die Berliner Geographische Gesellschaft zeichnete ihn mit der Nachtigal-Medaille aus.
- Aus Anlass seines 70. Geburtstages, wurde ihm am 1. Mai 1943 in Würdigung seiner Verdienste als Asienforscher die Goethe-Medaille für Kunst und Wissenschaft verliehen. Die Royal Geographical Society in London ehrte ihn mit der King’s Medal.
- Seit 1959 trägt der Rickmers-Gletscher in der Antarktis seinen Namen.[1]
- Mit Gloydius rickmersi haben Wagner et al. (2016) eine Schlangenart aus dem Alai nach ihm benannt.

## Werke
- Alai! Alai! Arbeiten und Erlebnisse der Deutsch-Russischen Alai-Pamir-Expedition. Brockhaus-Verlag, Leipzig 1930.
- Die Wallfahrt zum Wahren Jakob. Gebirgswanderungen in Kantabrien. Brockhaus-Verlag, Leipzig 1926.
- Der Uschba im Kaukasus. Separatabdruck aus der Zeitschrift des Deutschen und Österreichischen Alpenvereins, Jg. 1898, Bd. XXIX.
- Alai-(Pamir-)Expedition 1928 (Vorläufige Berichte der deutschen Teilnehmer). Aus der Arbeit der Notgemeinschaft der Deutschen Wissenschaft (Deutsche Forschungsgemeinschaft), Heft 10, K. Siegesmund Verlag, Berlin 1929.
- The Duab of Turkestan. Cambridge United Press, 1913 – openlibrary.org Volltext (englisch)